# 異世界語入門 〜転生したけど日本語が通じなかった〜
『異世界語入門 〜転生したけど日本語が通じなかった〜』（いせかいごにゅうもん てんせいしたけどにほんごがつうじなかった、リパライン語: Lipalain iurlesti ~p'es waxundeen dusnijrakrantien'i, niss niv lus pustiej.~）は、Fafs F. Sashimiによる日本のライトノベル。略称は『いせにほ』。
2017年8月よりカクヨムおよび小説家になろうにて『異世界転生したけど日本語が通じなかった』（いせかいてんせいしたけどにほんごがつうじなかった、リパライン語: P'es waxundeen dusnijrakrantien'i, niss niv lus pustiej.）という題名でWeb版の連載が開始され、2018年7月にL-エンタメ小説（KADOKAWA）より本題名で書籍版が刊行された。イラストは藤ちょこが担当。

## 作品テーマ
作者のFafsが中学生の頃から作っている人工言語・架空言語の「リパライン語」が異世界で話されているという設定で、その言語を主人公が学ぶことが物語の主軸となっている。
Web版ではリパライン語がラテン文字で表記されているのに対して、書籍版ではリパーシェという独自の文字で表記されており、本文はすべて横書きになっている。
リパライン語の他にもアイル語、タカン語、ヴェフィス語、ユーゴック語など、複数の架空言語が登場する。主人公の思考シーンにはラテン語やタミル語などの実在の自然言語も登場する。

## あらすじ
異世界に転生した八ヶ崎翠（やつがざきせん）の目の前には銀髪の少女シャリヤがいた。彼女と意思疎通を図ろうとした翠は日本語が通じないことに気づく。戦時中の異世界でチートを使いハーレムを形成することを目指す翠は現地の言語であるリパライン語を少しずつ学んでいく。

### 第1部
シャリヤとなんとか最初のコミュニケーションを成功させた翠はエレーナやレシェールにも出会う。当初いた場所で紛争が勃発したため、翠とシャリヤたちはレトラの町に移動する。シャリヤと相部屋になった翠は文字を教えてもらうなどしながらリパライン語を引き続き学ぶ。リパライン語ではない異世界語を話すフェリーサや図書館の司書のヒンヴァリーと出会った後、翠は政府のスパイでフェンテショレー（反革命主義者）であるとの疑いで捕まり、裁判に出ることとなる。ヒンヴァリーの介入で捕らわれずに済むも、町の住人からの疑いは晴れず、シャリヤからも見捨てられてしまう。次の日に起きると再び紛争が起こっており、翠は倒れていた兵士から武器を拝借して外に出る。シャリヤを発見するもバリケードが破壊され、敵に見つかってしまい、翠がシャリヤを庇おうとしたところでレシェールらに助けられる。フィアンシャ（リパラオネ教の礼拝堂）のシャーツニアーであるフィシャが実はフェンテショレーであることが発覚し、翠とヒンヴァリーがフィシャを追う。追った先の地下道で翠がフィシャを殺さずに拘束するも、翠らが地下道を出た後に地下道が爆発する。

## 登場人物
特記しない限り、名前は姓・名または姓・分家名・名の順。
八ヶ崎 翠（やつがざき せん、 jazgasaki.cen）
本作の主人公。異世界ファイクレオネに転生し、転生前にインド先輩から授かった言語学の知識を活かしながら、全くの未知の言語であるリパライン語を学んでいく。インド先輩のことや言語学の知識などの一部を除き、転生前の記憶はほとんど失われている。
翠が見た夢によると、転生前は八ヶ崎 翠（やつがざき みどり）という女子高生であり、文芸部に所属していた。
名前の由来は、プロットの段階で名前を「（〜）」（かっこなみせん）と置いたことから。本来「翠」という字は「せん」とは読まないが、作者のFafsが使用していたIMEで「せん」と入力すると「翠」が出てくるためにこの字が用いられてしまったという。
浅上 慧（あさがみ けい、 acagami.kei）
通称インド先輩。転生前の翠の友人であり先輩。栗毛色のミディアムヘアで、背が平均より少し高く、褐色の肌を持つ。インド共和国のタミル・ナードゥ州から関西に移住した。
言語学的知識は豊富であるが、英語が苦手でTOEICの点数は400点台であったとされる。インドは一応英語圏であるということも加えて、翠はそのことを不思議に思っている。
翠が見た夢によると、翠にインド先輩と呼ばれるのを嫌がる。
アレス・シャリヤ（ ales.xalija）
銀髪蒼眼の少女。翠のリパライン語学習に協力する。
ユエスレオネに来たばかりのころ、親に絵画教室に連れられてエレーナと出会う。
スカースナ・ハルトシェアフィス・エレーナ（   skarsna haltxeafis elerna）
黒髪黒眼の少女。シャリヤとは過去に絵画教室で知り合ってからの友人。両親は政府軍に連れ去られてしまっている。
フェリーサ・アタム（ felirca.atam）
黒髪ポニーテールの少女。フェリーサが名。アイル語を話し、リパライン語は勉強中。
レシェール・レフィセナヴィユ（ lexerl.lefjcenaviju）
翠やシャリヤたちと行動を共にする男。
ヒンゲンファール・ヴァラー・リーサ（   hinggenferl valar lirca）
通称ヒンヴァリー（ hingvalir）。レトラの街の図書館の司書で、一人で管理を行っている。ヒンゲンファールという苗字は革命派に忌まれているため、省略名称のヒンヴァリーで呼ばれることを望んでいる。
ユエスレオネ中央大学研究院でラネーメ王朝時代の刑事訴訟法の研究をしていた。
姓の読みは例外発音で、erlのeがシュワー化するためヒンゲンファール[hiŋgenfəːl]になる。
フィシャ・レイユアフ（ fixa.leijuaf）
白いワンピースを来た女性。フィアンシャという礼拝所のシャーツニアー。反革命主義者。
ターフ・ヴィール・イェスカ（   tarf virl jeska）
ユエスレオネ主義の革命家の先導者。翠の演説の後、生きる意味を失い自殺。
スクーラヴェニヤ・ミュロニユ（ skurlavenija.myloniju）
フェリーサの甥。イェスカの党の党員。
ターフ・ヴィール・ユミリア（   tarf virl jumili'a）
イェスカの妹。
インファーニア・ド・ア・スキュリオーティエ・インリニア（Infenia de ats Skyliautie inlinia）
翠の通う学校の生徒。剣を腰につけている。ヴェフィス語話者。インファーニアが名で、インリアナが通称。
カリアホ・スカルムレイ（Kariaho=Sukarmrei）
ハタ王国の王女。翠の通う学校に迷い込む。ユーゴック語話者。カリアホが名。
ガルタ・ケンソディスナル（Garta=Kensodisnar）
ガルタが名。

## 用語・世界観

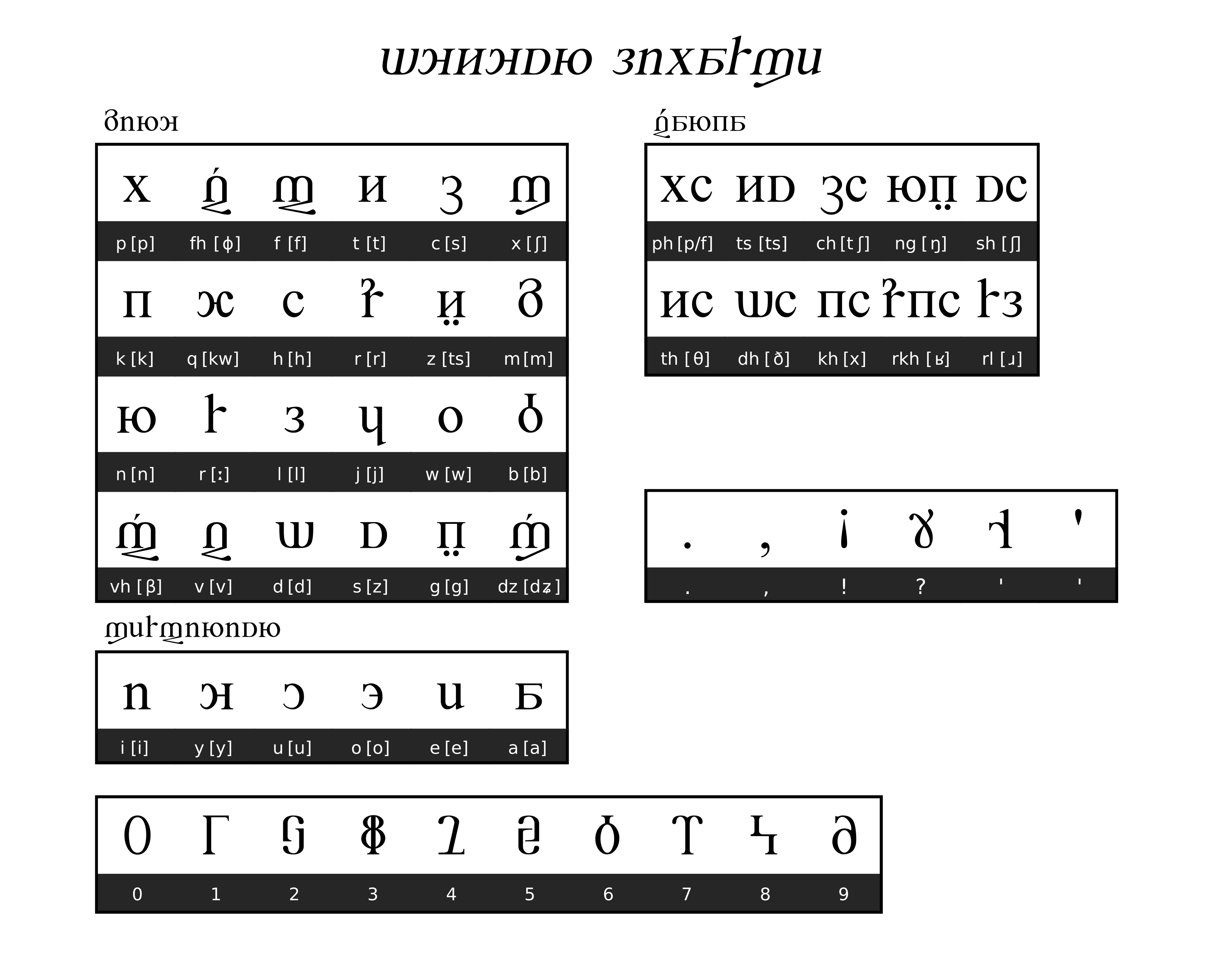
リパライン語に使用される文字「デュテュスン・リパーシェ」の一覧表

### 地域
ユエスレオネ（ yuesleone）
本作品の舞台となる国。
レトラ（ retla）
翠とシャリヤらが避難してきた街。政府軍の侵攻を防ぐためにバリケードが建てられている。

### 言語
リパライン語（ lineparine）
本作品の主役となる言語。ユエスレオネ連邦の公用語のひとつ。
アイル語（ ai'r）
フェリーサらアイル人などが話す言語。
タカン語（ takangvirle）
日本語に発音が似ており、日本語を話す翠にタカン語・リパライン語の通訳が付けられた。

### 宗教
リパラオネ教（ lipalaone）
シャリヤらが信仰する宗教。リパラオネ教徒の義務は三十条教典（フィアンシャン）に書かれており、7日に1回フィアンシャ（礼拝堂）で礼拝を行わなければならない。

### 娯楽
パイグ将棋（ cerke）
ラネーメの地域発祥のボードゲーム。麻布を盤とし、2人で対戦する。それぞれの24の駒と、共有の駒「タム」を用いて戦う。

## 監修・協力
巻末の監修及びスペシャルサンクスより。
- 中江加津彦 - 本作品全体の言語学監修
- Fafs.lavnutlart（KPHT=YY） - ラテン語およびアラビア語の監修
- Jekto.vatimeliju - 言語学、英語、フランス語の監修
- Falira.lyjotafis（S.Y.） - 文字学の監修、ボードゲームの制作、小火器の設計
- Jaya āzhavāl - タミル語の監修
- Skarsna haltxeafis nirxavija（えかとん） - 樹木や分類学の監修

## 評価
ねとらぼでは、「ネット上では、架空の言語に関する設定の緻密さや、言語学者のように言葉の意味を解き明かしていく過程のおもしろさから注目が集まっている」として本作のWeb版が取り上げられた。
批評家・編集者の村上裕一は本作のWeb版に関して、頻度解析から初めて相手の言語分析を始めるという内容に関して「驚きといえば驚きの、そして必然的といえば必然的な営み」と述べ、固有名詞のみならず文法構造まで考えるということに関しては「狂気の沙汰」と評した。同様に作中に独自の言語が登場する作品として『星界の紋章』（アーヴ語が登場）を挙げつつ、同作品に比べ本作品は言語学的分析を主題とした面が強いという点に触れた。最後には「だんだんと記号に過ぎない文章が理解されていくのが私たち読者にも経験されるにおいては、たいへん稀有な読書体験である」とまとめた。
作家の円城塔は、作中の言語が作者の自作言語であることに触れた上で「異世界の言葉について考えたことのある人や、架空言語好きには楽しい一冊」と評価した。
このライトノベルがすごい! 2019では単行本・ノベルズ部門で25位にランクインした。同誌にてライターの柿崎慧は、「翠が様々な手法で単語や文法の法則性を見つけ出し少しずつ言葉を習得していく過程が実に新鮮で、本作ならではの知的興奮を味わえる」と評価した。

## 既刊一覧
1. 異世界語入門 〜転生したけど日本語が通じなかった〜（2018年7月5日発売[9]、ISBN 978-4-04-069729-1）